# Interplast-Germany
Interplast-Germany (Eigenschreibweise: INTERPLAST Germany) ist ein gemeinnütziger Verein, der kostenlos plastische Operationen in Entwicklungsländern durchführt.
Bei den Operationen handelt es sich vorwiegend um Menschen mit Gesichtsfehlbildungen, Kiefer-, Lippen- und Gaumenspalten, schweren Verbrennungsnarben sowie Defekten durch Unfälle und Kriegsfolgen. 
Die Operationsteams, bestehend aus plastischen Chirurgen, Anästhesisten und OP-Pflege-Personal, stellen ihren Urlaub zur Verfügung, um Menschen in den Entwicklungsländern zu behandeln. 
Ziel der Behandlung von Interplast ist es, die Patienten in die Lage zu versetzen, wieder ein sozial integrierter Teil ihrer Gesellschaft zu werden. 
Der Verein wurde im Jahr 1980 durch Gottfried Lemperle in Frankfurt am Main gegründet. Lemperle wurde dabei inspiriert von Interplast aus den USA. Von 1999 bis 2011 war André Borsche Vorsitzender. Der Verein gliedert sich deutschlandweit in 13 Sektionen.
Interplast Germany e.V. ist durch einen Vorstand in Deutschland repräsentiert. Der Vorstand ist für die Belange des Gesamtvereins zuständig. 
Die eigentlichen Handlungsträger sind die Mitglieder des Vereins. Besondere Bedeutung kommt dabei den Vorsitzenden der einzelnen Sektionen bzw. der jeweiligen Projekte zu. Diese sind für die Projektplanung, -durchführung und -finanzierung verantwortlich. Eine der langjährigsten Initiativen ist Interplast Berlin-Paraguay. 